# Kansas Jayhawks football
La squadra di football dei Kansas Jayhawks rappresenta l'Università del Kansas. I Jayhawks competono nella Football Bowl Subdivision (FBS) della National Collegiate Athletics Association (NCAA) e nella Big 12 Conference. La squadra è allenata da Lance Leipold. Gioca le sue gare interne al David Booth Kansas Memorial Stadium di Lawrence, Kansas, e le sue rivalità principali sono con i Kansas State Wildcats, i Missouri Tigers e i Nebraska Cornhuskers.
Nessun giocatore di Kansas ha mai vinto l'Heisman Trophy: David Jaynes è stato l'unico finalista della storia dell'istituto, mentre John Hadl e Bobby Douglass sono stati gli altri due giocatori a ricevere voti. Altri giocatori degni di nota dei Jayhawks sono i membri della Pro Football Hall of Fame Gale Sayers, John Riggins e Mike McCormack, e gli All-American Nolan Cromwell, Dana Stubblefield, Aqib Talib e Anthony Collins.

## Conference di appartenenza
Kansas è stata sia indipendente che affiliata a diverse conference durante la sua storia.
- Kansas Intercollegiate Athletic Association: 1890–1891
- Western Interstate University Football Association: 1892–1897
- Independente: 1898–1906
- Missouri Valley Intercollegiate Athletic Association: 1907–1928
- Big Six/Seven/Eight Conference:	1929–1995
- Big 12 Conference: 1996–presente

## Numeri ritirati
| N. | Giocatore   | Ruolo | Anni             |
| 21 | John Hadl   | QB/RB | 1959–61          |
| 42 | Ray Evans   | RB/DB | 1941–42, 1946–47 |
| 48 | Gale Sayers | RB    | 1962–64          |